# Bentrup
Bentrup is een plaats in de Duitse gemeente Detmold, deelstaat Noordrijn-Westfalen, en telt 480 inwoners (2006).